# Al-Ankabut

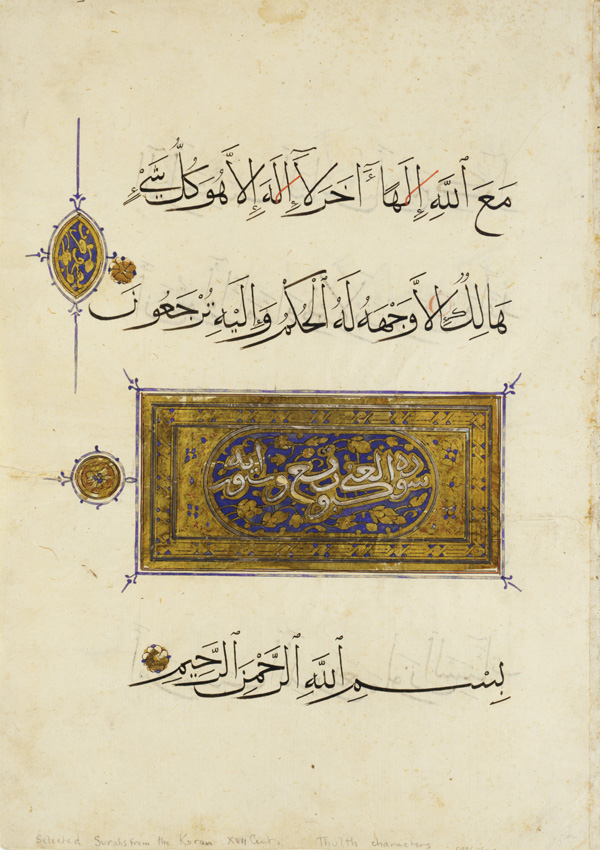
På den undre delen av detta egyptiska manuskript från sent 1300-tal (Mamluk-dynastin) står första versen i Koranens 29:e sura ("Spindeln"). På den övre delen står vers 28:88.

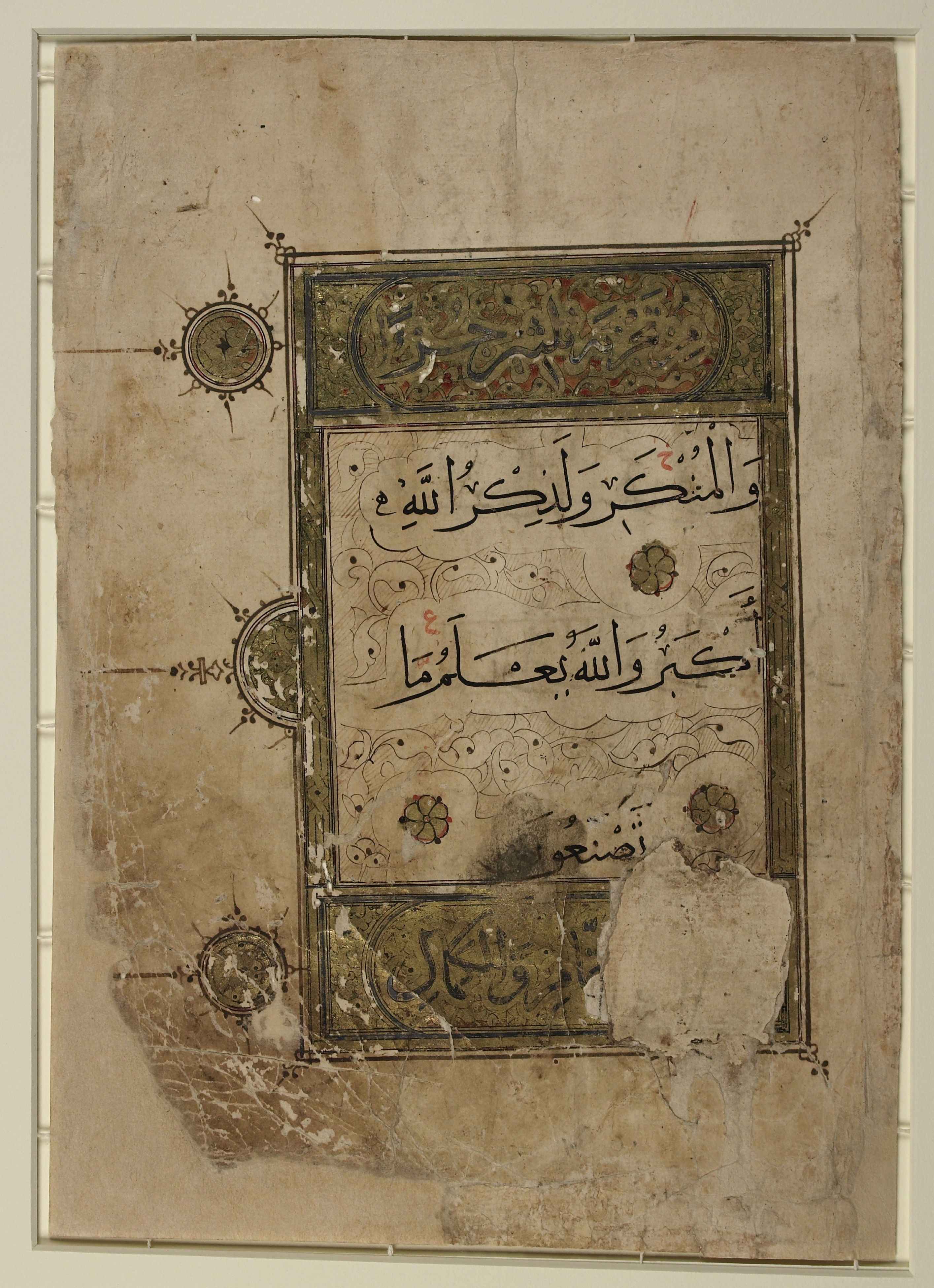
Vers 45.

Al-'Ankabūt (arabiska: سورة العنكبوت ) ("Spindeln") är den tjugonionde suran i Koranen med 69 verser (ayah). Suran förklarar att Noa (Nuh), Abraham (Ibrahim), Lot (Lut) och Muhammed (Muhammad) alla var Allahs profeter.
I verserna 28–29 fördömer Lot de öppet homosexuella handlingarna hos sodomiterna. Vers 46 förklarar att Allah är samma Gud som judarna och de kristna tillber.